# Daniela Melchior
Daniela Melchior dos Reis Lopes Pereira (sinh ngày 1 tháng 11 năm 1996) là một nữ diễn viên người Bồ Đào Nha. Cô bắt đầu sự nghiệp của mình vào năm 2014 với vai diễn trong telenovela Mulheres. Cô tiếp tục xuất hiện trong bộ phim truyền hình tuổi teen Massa Fresca (2016) và telenovelas Ouro Verde (2017) và A Herdeira (2018). Melchior ra mắt bộ phim vào năm 2018 với The Black Book.
Cô đã tạo nên bước đột phá quốc tế với vai Cleo Cazo trong bộ phim DC Suicide Squad: Điệp vụ cảm tử (2021), bộ phim đã giúp cô được đề cử Diễn viên mới xuất sắc nhất tại Quả cầu vàng Bồ Đào Nha. Sau đó, cô đảm nhận các vai nhỏ trong các bộ phim nói tiếng Anh, bao gồm Marlowe (2022), Assassin Club (2023), Vệ binh dải Ngân Hà 3 (2023) và Fast & Furious X (2023).

## Danh sách phim

### Điện ảnh
| Năm  | Tựa đề                            | Vai diễn                  | Ghi chú        |
| ---- | --------------------------------- | ------------------------- | -------------- |
| 2018 | The Black Book                    | La Fille                  |                |
| 2018 | Spider-Man: Into the Spider-Verse | Gwen Stacy / Spider-Woman | Portuguese dub |
| 2018 | Parque Mayer                      | Deolinda                  |                |
| 2021 | Suicide Squad: Điệp vụ cảm tử     | Cleo Cazo / Ratcatcher 2  |                |
| 2022 | Marlowe                           | Lynn Peterson             |                |
| 2023 | Assassin Club                     | Sophie                    |                |
| 2023 | Vệ binh dải Ngân Hà 3             | Ura                       |                |
| 2023 | Fast & Furious X                  | Isabel Neves              |                |

### Truyền hình
| Năm     | Tựa đề                       | Vai diễn            | Ghi chú |
| ------- | ---------------------------- | ------------------- | ------- |
| 2014–15 | Mulheres                     | Viviana Gomes       | 316 tập |
| 2016    | Massa Fresca                 | Carminho Santiago   | 68 tập  |
| 2017    | Ouro Verde                   | Cláudia Andrade     | 221 tập |
| 2018    | A Herdeira                   | Ariana Franco       | 190 tập |
| 2018–19 | Valor da Vida                | Isabel Vasconcellos | 203 tập |
| 2019    | O Livro Negro do Padre Dinis | La Fille            | 6 tập   |
| 2021    | Pecado                       | Maria Manuel        | 6 tập   |